# The Fair Barbarian
The Fair Barbarian è un film muto del 1917 diretto da Robert Thornby che ha come interprete principale Vivian Martin.

## Trama
In visita dalla zia che vive nella campagna inglese, l'americana Octavia Bassett scandalizza i paesani con i suoi modi spregiudicati. Il suo comportamento offende Lady Theobald, la manierata signora del villaggio che vorrebbe sposare sua figlia Lucy al capitano Barold. Lucy, una ragazza molto timida, in realtà è innamorata di un altro timido, Mr. Burmistone, il proprietario del mulino che però Lady Theobald considera troppo plebeo per aspirare alla mano di sua figlia. Sarà Octavia a incoraggiare i due innamorati timidi, mentre lei diverrà oggetto delle attenzioni del capitano Barold che, alla fine, però, cederà davanti ai modi un po' troppo barbari (e americani) per un inglese come lui. Il villaggio di Slowbirdge si libera di Octavia quando dall'America giunge Jack Belasys, il fidanzato che la riporta a casa.

## Produzione
Il film fu prodotto dalla Pallas Pictures.
Venne girato nei Morosco Studios di Los Angeles

## Distribuzione
Distribuito dalla Paramount Pictures, il film - presentato da Jesse L. Lasky - uscì nelle sale cinematografiche USA il 17 dicembre 1917.
Non si conoscono copie ancora esistenti della pellicola che viene considerata presumibilmente perduta.